# مغراقة
مغراقة هي إحدى القرى اللبنانية من قرى قضاء صيدا في محافظة الجنوب.